# 拉依苏良种场
拉依苏良种场，是中华人民共和国新疆维吾尔自治区和田地區于田县下辖的一个类似乡级单位。

## 行政区划
拉依苏良种场下辖以下地区：拉依苏虚拟村。